# FIFA World Player of the Year 2000
L’edizione 2000 del FIFA World Player, 10ª edizione del premio calcistico istituito dalla FIFA, fu vinta dal francese Zinédine Zidane (Juventus).
A votare furono 150 commissari tecnici di altrettante Nazionali.